# Édition à compte d'auteur
L'édition à compte d'auteur consiste pour un auteur à faire éditer ses ouvrages par un éditeur qui assure seulement la partie technique de l'édition et de la diffusion, en dehors du choix éditorial proprement dit. C'est donc l'auteur qui paie les frais d'impression et de publicité de son livre. Il reste cependant propriétaire des droits d'auteur et contrôle le nombre de livres édités. L'édition à compte d'auteur n'est pas toujours réalisée par des maisons d'édition, mais par des « prestataires de services » qui n'assument aucun « risque éditorial ».

## Modèle d'affaires
Ce mode de publication est considéré comme une prestation commerciale plutôt qu'une entreprise éditoriale puisque l’auteur paie pour que l’entreprise prenne en charge la publication de son ouvrage. Ainsi, les maisons d’édition à compte d’auteur n’exercent pas « la fonction éditoriale première », soit la sélection des textes. 
Le reproche le plus fréquent à l'encontre de l'édition à compte d'auteur est d'être choisie par des auteurs ayant été refusés ou n'ayant pas voulu passer par un éditeur professionnel qui prend en charge les frais de publication et de publicité. La mauvaise presse de cette pratique est due à son appellation anglaise : « Vanity press », qui soutient que la démarche serait motivée d’abord et avant tout par la vanité de l’auteur.
De plus, le désavantage de ce type d'édition réside souvent dans la confidentialité des livres ainsi édités[réf. souhaitée].

## Obligations contractuelles
L’écrivain qui choisit ce type de publication est lié à la maison d’édition ou à l’entreprise qui l’éditera par un contrat de service. L'éditeur apporte son savoir-faire en matière de réalisation du livre et son assistance en matière de diffusion. En revanche, l'auteur reste propriétaire des ouvrages et, surtout, des droits de l'œuvre publiée. Le contrat doit être parfaitement transparent, et il convient d'éviter des formules « à demi » comme on en trouve chez certains éditeurs. En effet, ce type de contrat voit l’association de l’auteur et de l’éditeur qui acceptent de partager les bénéfices ou les pertes encourues, ce qui représente un risque accru de conflit entre les associés. 
Il ne s’agit pas d’un « contrat d’édition » au sens juridique, mais d’un contrat de louage d’ouvrage : le contrat d’édition prévoit une cession des droits. Les contrats de maisons à compte d’auteur relèvent du Code Civil et non du Code de la Propriété Intellectuelle.  

## Autres modes d'édition
Le mode traditionnel d'édition, aussi appelé publication à compte d'éditeur, suppose la publication d’un ouvrage, sélectionné par un comité de lecture, aux frais de l’éditeur.
Un auteur peut aussi choisir de s'auto-éditer; il prend alors en charge lui-même l’édition de son ouvrage, sans intermédiaire. De nombreux auteurs confirmés, ayant été publiés à compte d'éditeur, choisissent l'auto-édition, que ce soit pour garder une entière liberté quant aux choix éditoriaux, pour exploiter un marché spécifique, ou pour utiliser des méthodes commerciales inhabituelles. Il existe aujourd'hui de nombreuses plateformes en ligne permettant aux auteurs de publier leur livre en auto-édition comme TheBookEdition.com ou Lulu.com par exemple. Les techniques modernes d'impression (notamment l’impression à la demande) permettent à un nombre croissant d'auteurs de publier eux-mêmes leurs ouvrages.
Une autre voie existe, bien qu’elle soit encore peu empruntée. L’édition participative, aussi appelée édition à compte de lecteurs, s’inspire du principe du financement participatif. Ce mode d’édition résulte en la publication d’un ouvrage financé par les futurs lecteurs qui, en échange de leur contribution, reçoivent des contreparties (exemplaire dédicacé, rencontre avec l’auteur, royautés, etc.).

### Confusion entre édition à compte d'auteur et auto-édition
Il est facile de confondre l’édition à compte d’auteur avec l’auto-édition depuis l’apparition de nombreuses plateformes numériques facturant des services d’accompagnement à l’auteur qui souhaite s’auto-publier. L’offre de services de ces plateformes couvre parfois l’entièreté du processus de publication (développement et révision du manuscrit, correction, mise en page, design graphique, impression, distribution, diffusion), rendant ainsi difficile de distinguer au premier abord une maison d’édition qui publie à compte d’auteur d’un prestataire de services qui accompagne l’auteur auto-édité dans toutes les étapes de sa démarche.
Le 8 octobre 2012, dans Les Échos, Arnaud Nourry, PDG de Hachette Livre, illustrait cette confusion en déclarant : « L'auto-édition a toujours existé : ça s'appelle l'édition à compte d'auteur. » Une affirmation immédiatement contestée par plusieurs auteurs.

## Historique
Historiquement, une forme de « compte d'auteur » a précédé le compte d'éditeur : du XVIe siècle jusqu'au milieu du XIXe siècle, les libraires qui « éditaient » des ouvrages ne le faisaient que contre paiement de l'impression de la part des auteurs ou, souvent, d'un mécène. Certains auteurs ont connu le succès avec ce système de compte d'auteur, notamment Béranger (30 000 exemplaires de ses œuvres) et Marcel Proust (Du côté de chez Swann fut originellement publié par Bernard Grasset, mais sur financement de l'auteur). D'autres dont le succès n'a été que tardif ou posthume ont également publié de cette façon : Arthur Rimbaud, Paul Verlaine, Tristan Corbière, etc.